# UniRef
UniRef - University for Refugees - est une organisation non gouvernementale internationale à vocation humanitaire, apolitique, spécialisée dans l'enseignement supérieur pour les réfugiés. Son siège est situé à Genève en Suisse. En partenariat avec des universités renommées et des organisations humanitaires internationales, UniRef entend offrir aux réfugiés, mais aussi aux populations locales les plus précaires, des cursus universitaires.  Afin de proposer une formation qui soit adaptée à la condition spécifique des réfugiés et cohérente avec la demande locale de qualification sur le marché du travail, l'ONG dispense elle-même, avec le concours de ses partenaires, les enseignements. 

## Origines et mission de l'organisation
Initialement dénommée Swiss International Humanitarian Organization (SIHO), cette organisation fut fondée par Yvelyne Wood et son époux Bryan Wood en 2013 pour soutenir les victimes des conflits armés. De sa première mission au Burundi qui visait à donner aux réfugiés un accès à l'enseignement universitaire, dénommée "UniRef" pour University for Refugees, elle tire son nom actuel pour traduire l'évolution de son engagement au profit d'une spécialisation dans le domaine de l'enseignement supérieur.
Selon l'UNESCO, l'accès à l'éducation et notamment à l'enseignement supérieur est un enjeu stratégique pour la résolution des crises humanitaires. L'enseignement supérieur est un facteur de développement mais aussi un facteur d'intégration primordial pour les jeunes réfugiés. En effet, l'obtention d'un diplôme démultiplie leurs chances de s'intégrer durablement dans l'emploi et par là-même à leur société d'accueil. Cela est d'autant plus important que leur dépendance à l'aide humanitaire les expose à un risque d'exclusion sociale qui peut déboucher à des tensions sociales. D'après les déclarations de la présidente d'UniRef, Yvelyne Wood, lors de la conférence de presse à Abu Dhabi qui s'est tenue au début du mois de mai 2018, la mission d'UniRef doit permettre aux réfugiés de sortir de cette situation d'assistance et de dépendance et pas seulement de la précarité, en leur offrant les moyens de prendre leur avenir en main.
Alors que beaucoup de programmes favorisent l'accès à l'enseignement supérieur pour les réfugiés, peu concernent le 1er cycle de formation dans l'enseignement supérieur. Or, en focalisant sur des formations très avancées de niveau master, la majeure partie des jeunes en âge de faire des études supérieures s'en trouve exclue. De plus, les infrastructures et les institutions étant prévues pour un fonctionnement universitaire classique, peu de programmes sont en fait adaptés aux conditions particulières des réfugiés d'après l'UNESCO. La capacité de leur adaptation dépend par ailleurs des moyens de État d'accueil, généralement sous pression dans un contexte de crise humanitaire. 

## Actions

### Camp de réfugiés de Musasa au Burundi
Sa première mission basée au Burundi prévoyait de délivrer une formation professionnalisante pour les jeunes (ayant obtenu un diplôme d'enseignement secondaire), ressortissants de la République du Congo (RDC), dans le camp de Musasa à partir du 28 septembre 2015, date d'ouverture des premières classes. Ce camp de transit accueille depuis 2007 principalement les victimes de la guerre civile qui fait rage en RDC depuis 1996, à la suite du génocide des Tutsi au Rwanda.  
C'est sur ce projet pilote que s'est construite la vocation actuelle d'UniRef. La rentrée dut être reportée au 1er février 2016 en raison de troubles politiques survenus au mois de septembre dans la capitale, Bujumbura. D'après le Haut Commissariat des Nations Unies pour les Réfugiés (UNHCR) qui le contrôle, le nombre de réfugiés congolais continuait à croître dans ce camp de transit en 2018 alors qu'ils étaient déjà plus de 5500 en 2007. 
La crise politique burundaise qui s'est déclenchée en 2015 a débouché en 2017 sur une restriction et un contrôle de l'action des associations et des ONG internationales forçant nombre d'entre elles à cesser leur activité ou neutralisant leur action. Dans ce contexte, UniRef n'a pas eu d'autre choix que de se retirer et d'amender sa mission alors même que 880 000 Congolais n'ont d'autre choix que de s'intégrer dans les pays où ils ont trouvé refuge comme le Burundi. Le bureau de représentation de l'ONG, situé à Muyinga, est fermé depuis décembre 2017.

### Partenariat en Jordanie avec les sociétés de la Fédération Internationale de La Croix Rouge et du Croissant Rouge
À partir du mois de septembre 2020, après deux ans d'implémentation, une mission conduite en Jordanie proposera des formations universitaires destinées aux réfugiés syriens urbains, ouvertes également aux personnes les plus précaires parmi la population locale. Elle sera menée en partenariat notamment avec le Croissant Rouge Jordanien et d'autres institutions affiliées à la Fédération Internationale des sociétés de la Croix Rouge et du Croissant Rouge(IFRC).
Pour le président du Croissant Rouge Jordanien, l'enseignement supérieur ne permet pas seulement aux réfugiés syriens de pouvoir rebâtir leur pays à l'avenir, il s'agit aussi d'un enjeu sécuritaire car cela prévient l'enrôlement des jeunes par des groupes extrémistes. Alors que les jeunes de 15-24 étaient le plus négativement impactés par la crise syrienne, ils étaient en 2015 les plus délaissés par l'aide internationale. Si un certain nombre d'initiatives ont pu voir le jour, l'accès à l'enseignement supérieur reste encore très restreint et consiste à lever les obstacles légaux et financiers notamment par des programmes de bourse d'études. De plus, selon l'ONU, les infrastructures et institutions universitaires publiques en Jordanie ne sont pas adaptées pour les réfugiés. Or, l'un des principaux freins à l'enseignement supérieur est la capacité à se projeter qu'exige l'accomplissement d'études longues, une capacité dont les réfugiés sont difficilement pourvus. C'est pour pallier cette carence qu'UniRef a conçu des cursus universitaires professionnalisants, condensés sur une période beaucoup plus courte que les cursus traditionnels, d'environ 1 an et accessible aux réfugiés ayant achevé leurs études secondaires. Les formations proposées seront dispensées dans 3 domaines pour répondre aux besoins croissants du marché du travail régional.  
Le 15 août 2020, le lancement du projet est officialisé avec l'ouverture de classes pilotes pour un effectif de 100 réfugiés syriens. Cette phase préliminaire de mise une œuvre est la première d'un projet qui prévoit l'inscription de 1 000 étudiants par an pendant 5 ans, devant gratuitement profiter au total à 5 000 jeunes en majorité syriens. Le programme est également accessible aux ressortissants jordaniens qui n'ont pas accès à l'enseignement supérieur en raison de l'insuffisance de leurs ressources économiques, afin, selon Dr Fawzi Abdullah Amin, représentant de l'IFRC engagée au côté d'UniRef dans ce projet, d'apporter un soutien aussi bien aux réfugiés syriens vivant aux Jordanie qu'aux communautés hôtes. Dans un communiqué de presse repris par Gulf Today, le président du Croissant Rouge de Jordanie, Dr Mohamad Al-Hadid, a révélé les trois domaines dans lesquels les enseignements académiques seraient délivrés : informatique, agriculture/agroalimentaire et santé, précisant que ces formations ont reçu l'agrément des ministères jordaniens de l'enseignement supérieur et de la santé.